# Metamorphic
Metamorphic – pierwszy album studyjny południowokoreańskiej grupy STAYC, wydany 1 lipca 2024 roku przez High Up Entertainment i dystrybuowany przez Kakao Entertainment. Album promował singel „Cheeky Icy Thang”.

## Historia wydania
20 maja 2024 roku High Up Entertainment potwierdziło, że STAYC pracuje obecnie nad nowym albumem, który ma zostać wydany na początku lipca. 1 czerwca grupa opublikowała spoiler dotyczący swojego pierwszego pełnometrażowego albumu, który ukaże się 1 lipca. 23 czerwca opublikowali teaser utworu Cheeky Icy Thang. 1 lipca ukazał się album wraz z singlem Cheeky Icy Thang.

## Lista utworów
| CD  | CD                         | CD | CD                                                                                      | CD                          | CD      |
| Nr  | Tytuł utworu               | Tekst | Kompozycja                                                                              | Aranżacja                   | Długość |
| --- | -------------------------- | --- | --------------------------------------------------------------------------------------- | --------------------------- | ------- |
| 1.  | „Twenty”                   | Jeon Goon | B.E.P, BXN                                                                              | Rado                        | 2:09    |
| 2.  | „Cheeky Icy Thang”         | B.E.P, Illson, On2popJeong Ha-ri (153/Joombas), Jeong Na-kyung (153/Joombas), Jiggy (153/Joombas)                                | B.E.P, Flyt                                                                             | Rado, Flyt                  | 2:31    |
| 3.  | „1 Thing”                  | Jeon Goon | B.E.P, Flyt                                                                             | Rado, Flyt                  | 2:48    |
| 4.  | „Give It 2 Me”             | Jeon Goon | B.E.P, Flyt                                                                             | Rado, Flyt                  | 2:43    |
| 5.  | „Find (Sieun & Seeun & J)” | B&NAz (153/Joombas), Jeong Na-kyung (153/Joombas), Sin Sa-gang (XYXX), Yoon Ye-rim (JamFactory)                                  | Jun Hyuk, Arineh Karimi                                                                 | Jun Hyuk                    | 2:14    |
| 6.  | „Let Me Know”              | Jeon Goon | B.E.P, Flyt, Will.b                                                                     | Rado, Flyt                  | 2:52    |
| 7.  | „Nada”                     | Ffour (Lalala Studio), Pumpkin (Artiffect)                                                                                       | G'harah "PK" Degeddingseze, Tricia Battani, Kirsten Collins                             | G'harah "PK" Degeddingseze  | 3:06    |
| 8.  | „Fakin’ (Sumin & Yoon)”    | Jeon Goon | B.E.P, Flyt                                                                             | Flyt                        | 2:46    |
| 9.  | „Roses (ISA)”              | B.E.P, Gyuahh, JP, Hansen | B.E.P, Gyuahh, JP, Hansen, Blienty                                                      | Gyuahh, JP, Hansen, Blienty | 2:41    |
| 10. | „Beauty Bomb”              | Young Chance, Youha, Gxxdkelvin                                                                                                  | Benjmn, Young Chance, Youha                                                             | Benjmn                      | 3:20    |
| 11. | „Gummy Bear”               | Yoo Seo-hee (JamFactory), Woo Seung-yeon (153/Joombas), Jihye (JamFactory), Shin Jin-hye (JamFactory), Jang Han-bit (JamFactory) | Moa "Cazzi Opeia" Carlebecker, Ellen Berg, Harry Sommerdahl, Fabian "Phat Fabe" Torsson | Bangers & Cash              | 3:31    |
| 12. | „Stay with Me”             | STAYC | El Capitxn, Maria Marcus, Zenur (Vendors), Nano (Vendors), Collin (Vendors)             | El Capitxn, Zenur (Vendors) | 2:59    |
| 13. | „Flexing on My Ex”         | Illson, Sean Rhee | B.E.P, Flyt                                                                             | Rado, Flyt                  | 3:05    |
| 14. | „Trouble Maker”            | Shim Eun-ji | Shim Eun-ji, Lee Hae-sol                                                                | Lee Hae-sol                 | 2:44    |

## Notowania
| Lista                     | Najwyższa pozycja wykres tygodniowy |
| ------------------------- | ----------------------------------- |
| Korea Południowa (Circle) | 3                                   |

| Lista                     | Najwyższa pozycja wykres miesięczny |
| ------------------------- | ----------------------------------- |
| Korea Południowa (Circle) | 17                                  |

## Nagrody
Programy muzyczne
| Piosenka         | Rok  | Data     | Stacja telewizyjna | Program    |
| ---------------- | ---- | -------- | ------------------ | ---------- |
| Cheeky Icy Thang | 2024 | 12 lipca | KBS2               | Music Bank |